# Озадовський Андрій Андрійович
Андрій Андрійович Озадовський (1932, Сквира, Київська область, Українська РСР, СРСР) — український дипломат. Надзвичайний та Повноважний Посол України.

## Біографія
Народився 26 листопада 1932 року в Сквирі на Київщині. 
У 1955 закінчив Київський університет, факультет міжнародних відносин. Вищу дипломатичну школу при МЗС СРСР (1970), Кандидат історичних наук
З 1957 по 1970 — співробітник МЗС Української РСР.
З 1970 по 1976 — консультант відділу інформації та зарубіжних зв'язків ЦК Компартії України.
З 1984 по 1991 — радник Постійного представництва СРСР, Постійний представник УРСР при відділенні ООН та інших 
міжнародних організацій в Женеві.
З 1991 по 1992 — Постійний представник України при відділенні ООН та інших міжнародних організацій в Женеві.
З 1992 по 01.1993 — тимчасовий повірений у справах України в Швейцарії.
З 1993 по 1995 — Посол з особливих доручень МЗС України.
З 04.1995 по 07.1995 — Тимчасовий повірений у справах України в Чехії.
З 07.1995 по 06.1999 — Надзвичайний та Повноважний Посол України в Чехії.